# Mahamane Traoré
Mahamane El Hadji Traoré (ur. 31 sierpnia 1988 w Bamako) – malijski piłkarz grający na pozycji ofensywnego pomocnika.

## Kariera klubowa
Traoré urodził się w Bamako. Karierę piłkarską rozpoczął w klubie Cercle Olympique Bamako. W 2005 roku wyjechał do francuskiego klubu OGC Nice. Początkowo grał amatorskich rezerwach tego klubu w czwartej lidze Francji, a w 2006 roku zaczął być członkiem pierwszego zespołu Nice, prowadzonego przez trenera Frédérika Antonettiego. W Ligue 1 zadebiutował 4 listopada 2006 roku w zremisowanym 0:0 wyjazdowym spotkaniu z AS Monaco. W sezonie 2008/2009 strzelił pierwszego gola w lidze - 16 sierpnia 2008 w spotkaniu z AS Nancy (2:1).
W 2010 roku przeszedł do Traoré FC Metz na zasadzie wypożyczenia.
| Sezon   | Klub           | Kraj    | Rozgrywki | Mecze | Bramki | Rozgrywki Europy | Mecze | Bramki |
| ------- | -------------- | ------- | --------- | ----- | ------ | ---------------- | ----- | ------ |
| 2005/06 | OGC Nice B     | Francja | CFA       | 7     | 0      | -                | -     | -      |
| 2006/07 | OGC Nice       | Francja | Ligue 1   | 4     | 0      | -                | -     | -      |
| 2006/07 | OGC Nice B     | Francja | CFA       | 12    | 3      | -                | -     | -      |
| 2007/08 | OGC Nice       | Francja | Ligue 1   | 10    | 0      | -                | -     | -      |
| 2007/08 | OGC Nice B     | Francja | CFA       | 11    | 1      | -                | -     | -      |
| 2008/09 | OGC Nice       | Francja | Ligue 1   | 22    | 3      | -                | -     | -      |
| 2009/10 | OGC Nice       | Francja | Ligue 1   | 16    | 1      | -                | -     | -      |
| 2010/11 | FC Metz (wyp.) | Francja | Ligue 2   | 19    | 4      | -                | -     | -      |
| 2011/12 | FC Metz (wyp.) | Francja | Ligue 2   | 17    | 1      | -                | -     | -      |
| 2012/13 | OGC Nice       | Francja | Ligue 1   | 24    | 3      | -                | -     | -      |
| 2013/14 | OGC Nice       | Francja | Ligue 1   | 12    | 0      | Liga Europy UEFA | 1     | 0      |
| 2014/15 | OGC Nice       | Francja | Ligue 1   | 0     | 0      | -                | -     | -      |
| 2015/16 | OGC Nice       | Francja | Ligue 1   | 12    | 2      | -                | -     | -      |
| 2017    | Žalgiris Wilno | Litwa   | A lyga    | 0     | 0      | -                | -     | -      |

Stan na: koniec sezonu 2015/2016

## Kariera reprezentacyjna
W reprezentacji Mali Traoré zadebiutował 5 czerwca 2005 roku w wygranym 4:1 meczu eliminacji do Mistrzostw Świata w Niemczech z Liberią. W chwili debiutu liczył niespełna 17 lat. W 2010 roku został powołany do kadry na Puchar Narodów Afryki 2010.